# Mario Medina Rojas
Mario Medina Rojas es un futbolista mexicano retirado. Fue campeón con el Club Deportivo Toluca en una ocasión y en otra subcampeón con Cruz Azul. Su cabellera marcó la década de los setenta, junto a Manuel Nájera, Rigoberto Cisneros, Olaf Heredia y Leonardo Cuéllar.
Vistió la camiseta del Deportivo Toluca y Cruz Azul durante su carrera. 
Jugó en la selección de fútbol de México que participó en la Copa Mundial de Fútbol de 1978.

## Palmarés

### Títulos nacionales
| Título           | Club   | País   | Año     |
| ---------------- | ------ | ------ | ------- |
| Primera División | Toluca | México | 1974-75 |

## Participaciones en Copas del Mundo
| Mundial                        | Sede      | Resultado    |
| ------------------------------ | --------- | ------------ |
| Copa Mundial de Fútbol de 1978 | Argentina | Primera fase |